# Conosa
Sous-embranchement
Les Conosa sont un sous-embranchement d'amibozoaires. Le groupe des Conosa inclut les espèces Dictyostelium discoideum et Entamoeba histolytica, entre autres.

## Liste des sous-taxons
Selon IRMNG (23 janvier 2023) :
- Classe des Archamoebea
- Classe des Myxogastrea
- Classe des Stelamoebea
- Classe des Variosea

Selon The Taxonomicon (23 janvier 2023) :
- Infra-embranchement des Semiconosia Cavalier-Smith, 2012
- Infra-embranchement des Archamoebae Cavalier-Smith, 1983 (monotypique)

Selon le World Register of Marine Species (23 janvier 2023) :
- Infra-embranchement des Archamoebae
- Infra-embranchement des Mycetozoa

## Galerie

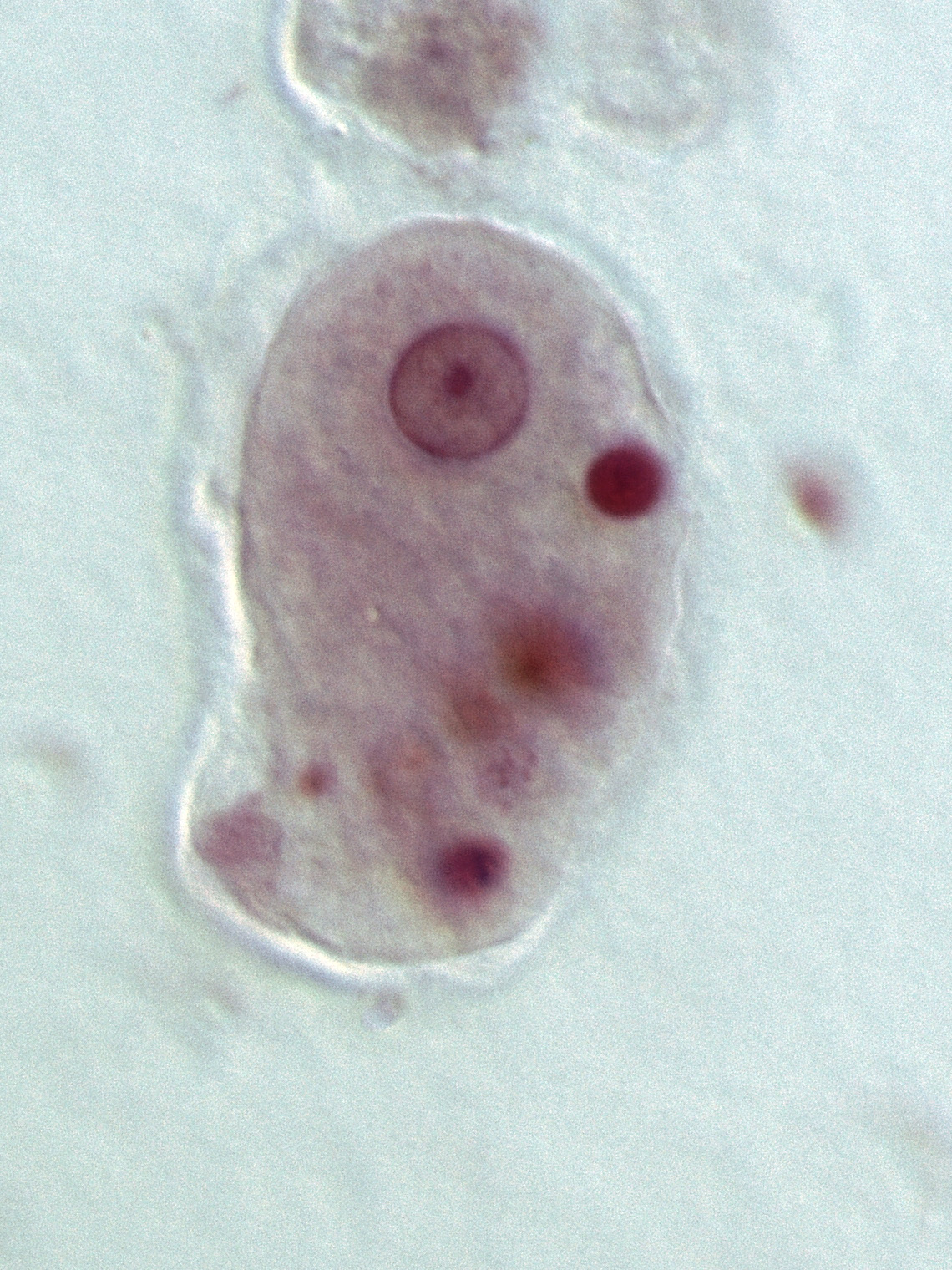
Trophozoïte d’Entamoeba histolytica.
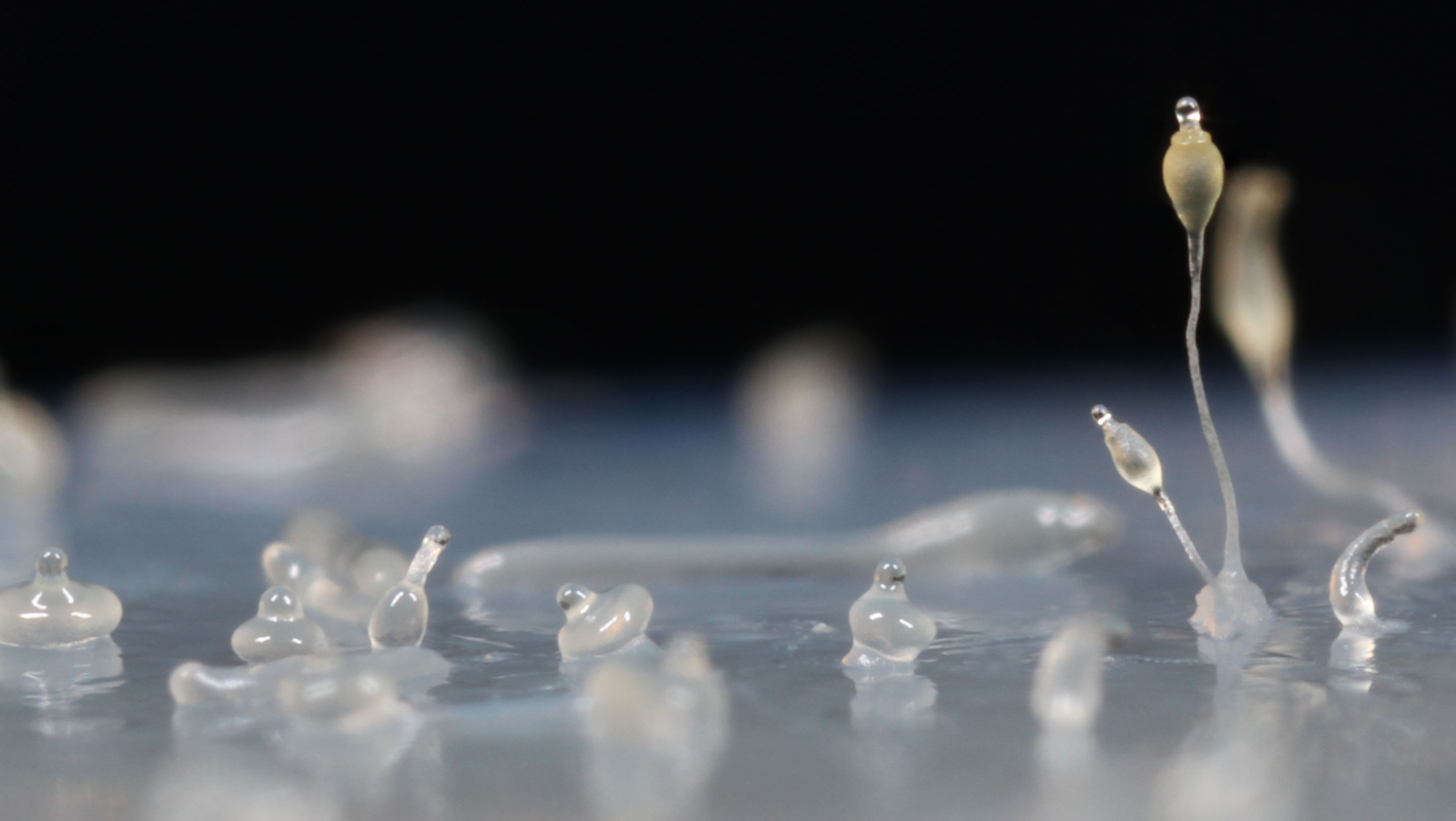
Dictyostelium discoideum.
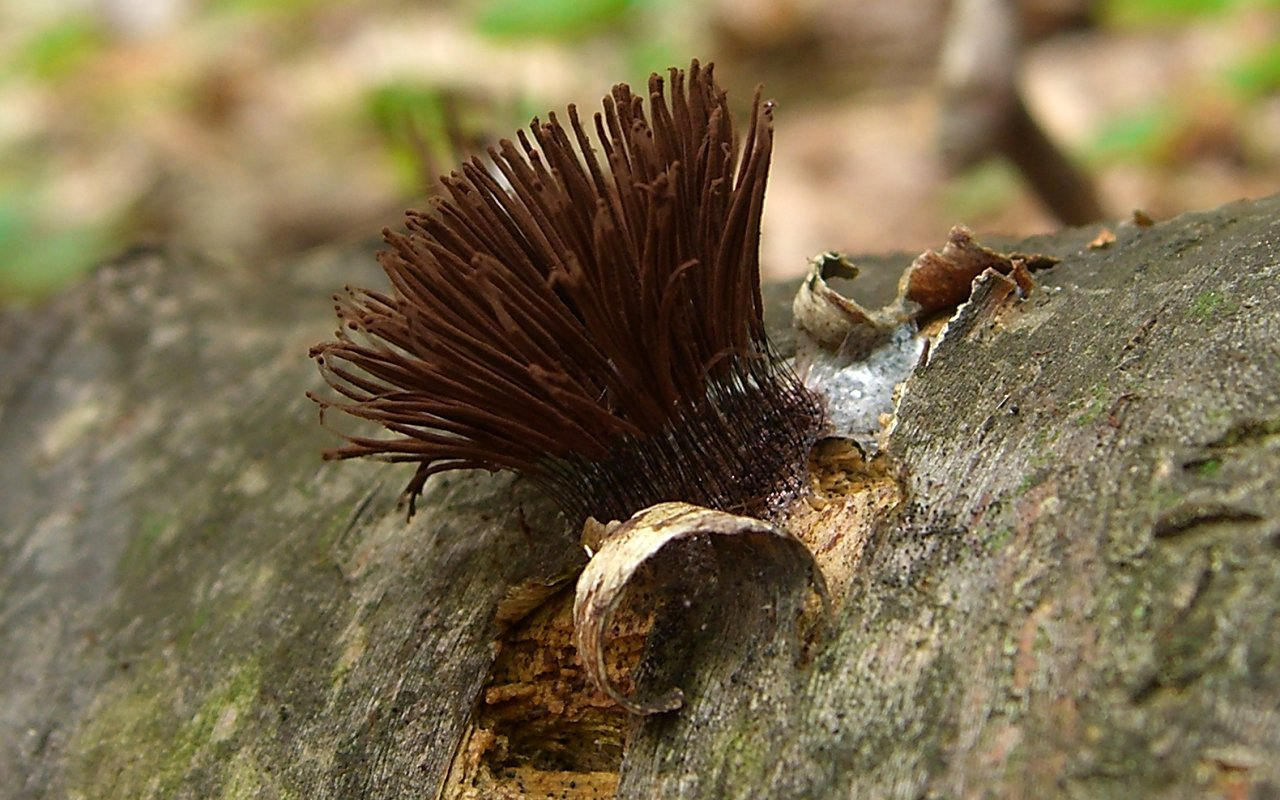
Stemonitis sp.
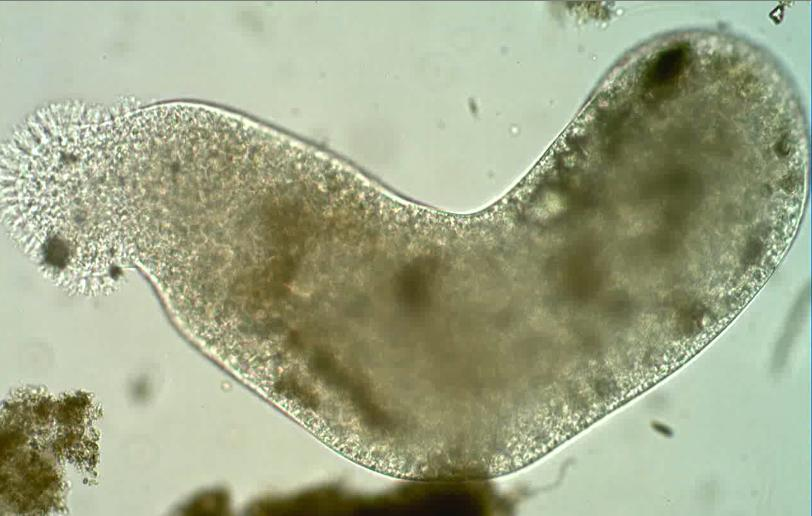
Pelomyxa palustris.
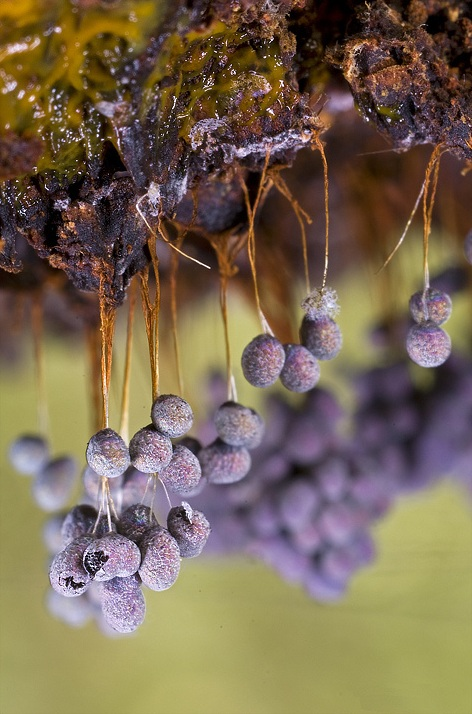
Badhamia utricularis (Myxogastria, Physarales).

## Publication originale
- (en) Thomas Cavalier-Smith, A Revised Six-Kingdom System of Life. Biological Reviews of the Cambridge Philosophical Society, 73, 1998, p. 203–266.